# Катериновка (Дунаевецкий район)
Катериновка (укр. Катеринівка) — село в Дунаевецком районе Хмельницкой области Украины.
Население по переписи 2001 года составляло 201 человек. Почтовый индекс — 32446. Телефонный код — 3858. Занимает площадь 1,422 км². Код КОАТУУ — 6821885904.

## Местный совет
32463, Хмельницкая обл., Дунаевецкий р-н, с. Миньковцы, ул. Советская, 20